# Обструкционизм
Обструкционизм (от лат. obstructio «препятствие; запирание») — название одного из видов борьбы парламентского меньшинства с большинством, состоящего в том, что оппозиция всеми доступными ей средствами старается затормозить действия большинства. Для этой цели служат длинные речи членов оппозиции, затягивающие заседания, бесконечные поправки, предлагаемые к каждому законопроекту большинства, интерпелляции и спешные предложения, мешающие рассматривать очередные дела, требование поимённых голосований по незначительным вопросам и т. п. Заставляя большинство палаты употреблять слишком много времени на обсуждение законопроектов, обструкционизм имеет целью возбудить в избирателях недоверие к силам большинства и тем вызвать поворот в общественном мнении в пользу оппозиции. При слишком упорном обструкционизме, мешающем какому бы то ни было решению парламента, всякая парламентская деятельность терпит ущерб и может оказаться совершенно бесполезной.

## Примеры
Одним из первых и ярких примеров обструкции можно считать речь Катона при рассмотрении в сенате Рима просьбы предоставить друзьям Юлия Цезаря право выставить его кандидатуру на предстоящих выборах (сам он не мог этого предпринять). Многие сенаторы уже были готовы поддержать Цезаря, и поэтому Катон устроил обструкцию, произнеся речь, которая заняла всё время заседания, на голосование времени не осталось.
Обструкционистами стали называться прежде всего ирландские члены парламента во главе с Чарльзом Парнеллом, которые в 1879 году старались компенсировать долгими выступлениями свою беспомощность из-за малочисленности. Действия их привели к коренному изменению всего делопроизводства палаты (1887).
В Соединённых Штатах противники отмены шермановских законов о серебре (1893) путём обструкционизма привели к крушению этой меры. Сложившаяся в Сенате США практика забалтывания законопроектов получила название филибастер.
В 1897 году обструкционизм немецкой либеральной партии против клерикально-славянского большинства привёл к закрытию сессии австрийского рейхсрата.